# Línea 8 del Metro de Shanghái
La línea 8 es una línea norte-sur de la red del Metro de Shanghái. Va desde el distrito de Yangpu en el noreste de la ciudad hasta Villa Pujiang, Minhang, en el sur.

## Estaciones[1]
| Nombre de la estación Castellano | Nombre de la estación Hanzi | Transbordo    | Localización |
|                                  |                             |               |              |
| Calle Shiguang                   | 市光路                      |               | Yangpu       |
| Calle Nenjiang                   | 嫩江路                      |               | Yangpu       |
| Calle Xiangyin                   | 翔殷路                      |               | Yangpu       |
| Parque Huangxing                 | 黄兴公园                    |               | Yangpu       |
| Calle Yanji Medio                | 延吉中路                    |               | Yangpu       |
| Calle Huangxing                  | 黄兴路                      |               | Yangpu       |
| Calle Jiangpu                    | 江浦路                      |               | Yangpu       |
| Anshan Xincun                    | 鞍山新村                    |               | Yangpu       |
| Calle Siping                     | 四平路                      |               | Hongkou      |
| Calle Quyang                     | 曲阳路                      |               | Hongkou      |
| Estadio Hongkou                  | 虹口足球场                  |               | Hongkou      |
| Calle Xizang Norte               | 西藏北路                    |               | Jing'an      |
| Calle Zhongxing                  | 中兴路                      |               | Jing'an      |
| Calle Qufu                       | 曲阜路                      |               | Jing'an      |
| Plaza del Pueblo                 | 人民广场                    |               | Huangpu      |
| Dashijie                         | 大世界                      |               | Huangpu      |
| Laoximen                         | 老西门                      |               | Huangpu      |
| Calle Lujiabang                  | 陆家浜路                    |               | Huangpu      |
| Calle Xizang Sur                 | 西藏南路                    |               | Huangpu      |
| Museo de Arte de China           | 中华艺术宫                  |               | Pudong       |
| Calle Yaohua                     | 耀华路                      |               | Pudong       |
| Calle Chengshan                  | 成山路                      |               | Pudong       |
| Yangsi                           | 杨思                        |               | Pudong       |
| Centro de Deportes Oriental      | 东方体育中心                |               | Pudong       |
| Lingzhao Xincun                  | 凌兆新村                    |               | Pudong       |
| Calle Luheng                     | 芦恒路                      |               | Minhang      |
| Villa Pujiang                    | 浦江镇                      |               | Minhang      |
| Calle Jiangyue                   | 江月路                      |               | Minhang      |
| Calle Lianhang                   | 联航路                      |               | Minhang      |
| Autopista Shendu                 | 沈杜公路                    | línea Pujiang | Minhang      |